# HD 115226
HD 115226 (HIP 64883 / CPD-72 1373) es una estrella en la constelación de Musca. Al tener magnitud aparente +8,51 no es visible a simple vista. Se encuentra a 463 años luz de distancia del sistema solar.
HD 115226 es una estrella blanca de la secuencia principal de tipo espectral A3p, en donde la «p» indica que es una estrella peculiar, con un contenido superficial anómalo de los elementos praseodimio, neodimio y disprosio. Tiene una temperatura efectiva de 7640 K y una luminosidad 7,2 veces mayor que la luminosidad solar. Su velocidad proyectada de rotación es de 25 - 30 km/s, lo que corresponde a un período de rotación igual o inferior a 3,0 - 3,5 días. Con una masa de 1,60 masas solares, se estima que su edad se sitúa entre el 0 y el 40% de su vida como estrella de la secuencia principal.
HD 115226 es una estrella Ap de oscilaciones rápidas (roAp) similar a 10 Aquilae. Utilizando espectroscopia de alta resolución obtenida con el espectrógrafo HARPS, se han detectado variaciones en su velocidad radial con un período de 10,86 minutos. HD 115226 muestra una de las mayores amplitudes en la variación de la velocidad radial entre todas las estrellas roAp.